# Arthur Trumbull Warner
Arthur Trumbull Warner (Newark, 29 agosto 1916 – Summit, 7 dicembre 1978) è stato un militare e aviatore statunitense, asso dell'aviazione con 8 vittorie accertate conseguite nel corso della seconda guerra mondiale, decorato con la Navy Cross.

## Biografia

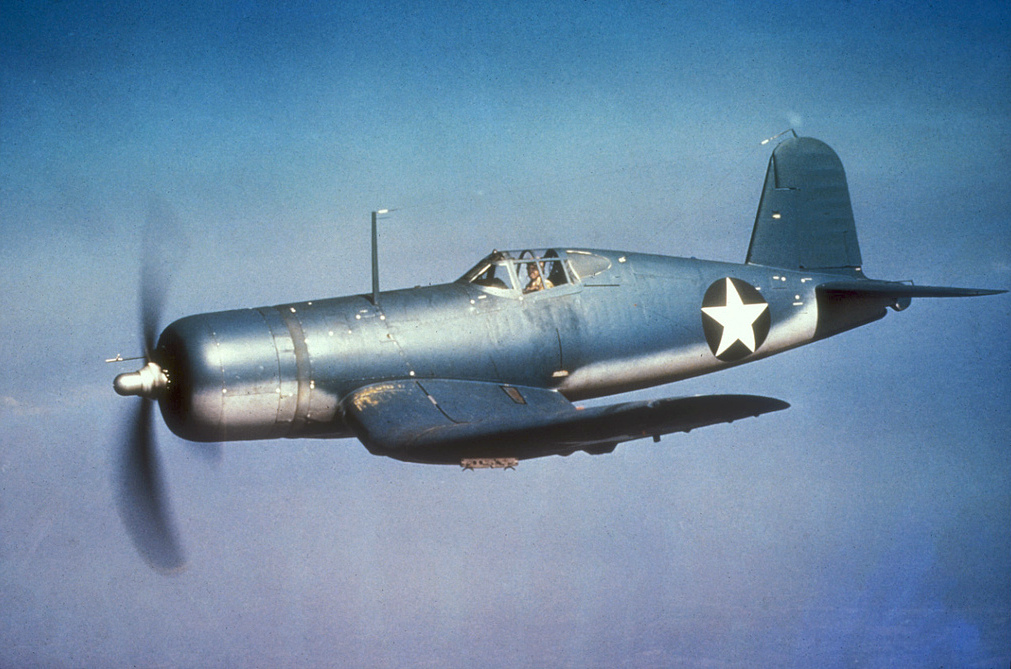
Un caccia Vought F4U-1 Corsair in volo.

Nacque a Newark, New Jersey, il 29 agosto 1916. Si arruolò nell'US Navy (matricola MCSN 0-9395) e durante la seconda guerra mondiale combatté nel teatro operativo del pacifico con il VMF-215 "The Fighting Corsairs", Marine Air Group 14 (MAG-14), 1st Marine Aircraft Wing. Il 14 gennaio 1944, nell'area delle isole Salomone, la sua formazione fu attaccata da cinquanta aerei nemici. Nel seguente combattimento, pilotando un caccia Chance-Vought F4U Corsair, abbatté quattro aerei nemici, e per questo fatto fu insignito della Navy Cross. Concluse la guerra con il grado di capitano e asso dell'aviazione per aver abbattuto 8 aerei giapponesi, e fu decorato con la Distinguished Flying Cross.
Si spense a Summit, New Jersey, il 7 dicembre 1978, e il suo corpo fu successivamente tumulato nel cimitero nazionale di Arlington.